# فيات أل6/40
فيات L6/40 هي دبابة خفيفة كانت مستخدمة من قبل الجيش الإيطالي من عام 1940 وخلال الحرب العالمية الثانية. الاسم الإيطالي كارو ارماتو ("دبابة مدرعة") L 6 / 40.
كانت كارو ارماتو L6/40 دبابة خفيفة بها 20-35 ملم مدفع رئيسي ومدفع رشاش محوري بريدا 38 8 مم. وجلسة السائق في الجهة اليمنى. وسماكة الدرع 6-30 مم، وهي ومشابهة للدبابات الخفيفة للحلفاء.
وقد تم تصميم السيارة من قبل شركة فيات، أنسالدو، واعتمد من قبل الجيش الإيطالي عندما قرر المسؤولون العسكريون الاستفادة من تصميمه وأعربت عن اهتمامها.
كانت L6/40 الدبابة الرئيسية التي تستخدمها القوات الإيطالية في القتال على الجبهة الشرقية إلى جانب دبابة سيموفنت 105/25. كما استخدمت في الحملة في شمال أفريقيا.

## معرض صور

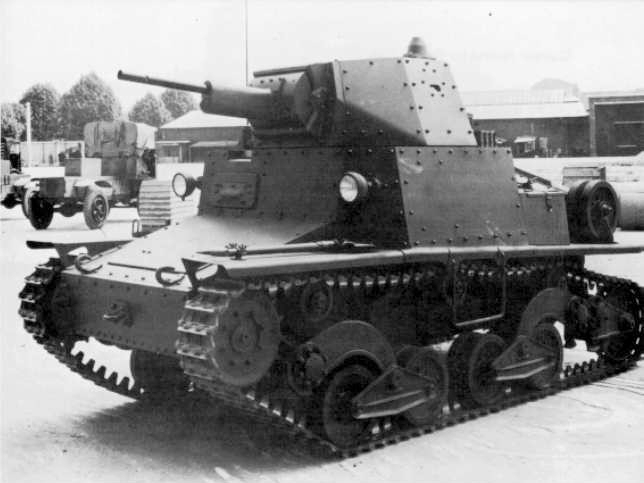
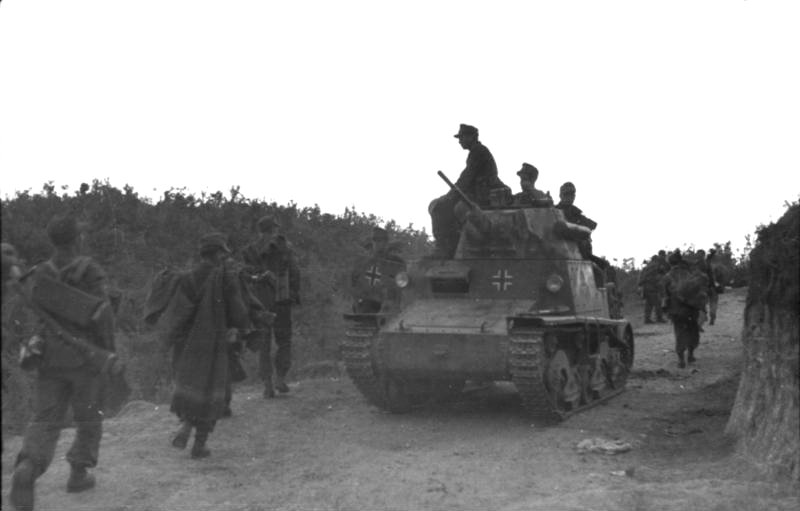
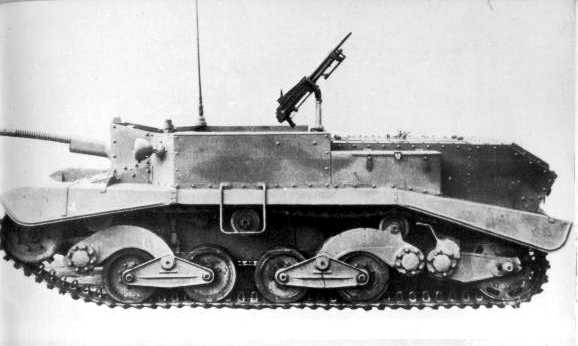